# أبو أحمد بن عدي الجرجاني
 أبو أحمد بن عدي الجرجاني 

## نسبه
هو عبد الله بن عدي بن عبد الله بن محمد بن مبارك، هكذا نسبه الذهبي في «تذكرة الحفاظ»، واسم أبيه عدي في «التذكرة»، وفي «العبر» و«اللباب» و «طرح التثريب» و «شذرات الذهب»، وفي «طبقات الشافعية» لابن السبكي اسم أبيه محمد، وجده عدي.

## كنيته ونسبته
كنيته أبو أحمد، ووطنه «جرجان» ينسب إليه فيقال: الجرجاني؛ وقد اشتهر بابن عدي، وبابن القطان.

## رحلته في طلب الحديث
بدأ سماع الحديث سنة تسعين ومائتين، ورحل في طلب الحديث ما بين الإسكندرية وسمرقند، وأول رحلاته في سنة سبع وتسعين ومائتين وعمره عشرون سنة.

## ممن روى عنهم
روى عن بهلول بن إسحاق الأنباري، ومحمد بن عثمان بن أبي سويد، ومحمد بن يحيى المروزي، وأبي خليفة الجمحي، والحسن بن سفيان، وأبي عبد الرحمن النسائي، وعمران بن مجاشع، وعبدان الأهوازي، وأبي يعلى الموصلي؛ وقد زاد شيوخه على أكثر من ألف شيخ، قاله ابن ناصر الدين كما في شذرات الذهب لابن عماد.

## ممن رووا عنه
روى عنه شيخه أبو العباس بن عقدة، وأبو سعد الماليني، وحمزة بن يوسف السهمي، وأبو عبد الله الحاكم النيسابوري وغيرهم.

## ثناء العلماء عليه
قال حمزة السهمي: «كان حافظا متقنا لم يكن في زمانه أحد مثله». وقال الخليلي: «كان عديم النظير حفظا وجلالة». وقال أبو القاسم ابن عساكر: «كان ثقة على لحن فيه». وقال الذهبي: «كان لا يعرف العربية مع عجمة فيه، وأما العلل والرجال فحافظ لا يجارى». وقال أبو الوليد الباجي: «ابن عدي حافظ لا بأس به». وقال ابن الأثير في اللباب: «كان إمام عصره». وقال الذهبي في التذكرة: «الإمام الحافظ الكبير»، وقال: «كان أحد الأعلام»، وقال: «وهو المصنف في الكلام على الرجال، عارف بالعلل». وقال ابن كثير في البداية والنهاية: «الحافظ الكبير المفيد الإمام العالم الجوال النقال الرحال». وقال ابن قاضي شهبة (كما في شذرات الذهب لابن العماد): «هو أحد الأئمة الأعلام، وأركان الإسلام، طاف البلاد في طلب العلم، وسمع الكبار». وقال أحمد أبي بن مسلم الحافظ: «لم أر أحدا مثل أبي أحمد بن عدي، فكيف فوقه في الحفظ».

## آثاره
قال ابن الأثير في اللباب: "وله التصانيف المشهورة". انتهى. وهذه التصانيف أشهرها على الإطلاق كتاب الكامل في ضعفاء الرجال وقد أثنى عليه العلماء ورفعوا من شأنه. قال فيه حمزة السهمي: "سألت الدارقطني أن يصنف كتابا في الضعفاء قال: "أليس عندك كتاب ابن عدي؟"فقلت "بلى". قال: "فيه كفاية لا يزاد عليه". وقال ابن كثير في البداية والنهاية: "له كتاب الكامل في الجرح والتعديل لم يسبق إلى مثله، ولم يلحق في شكله". وقال ابن قاضي شهبة كما في شذرات الذهب: "وهو كامل في بابه كما سمي". وقال ابن السبكي في طبقات الشافعية: "وكتاب الكامل طابق اسمه معناه، ووافق لفظه فحواه، من عينه انتجع المنتجعون، وبشهادته حكم المحكمون، وإلى ما يقول رجع المتقدمون والمتأخرون". وقال الذهبي في أول كتاب (الميزان): "ولأبي أحمد بن عدي كتاب الكامل هو أكمل الكتب وأجلها في ذلك".
وهذا الكتاب العظيم الذي نعته هؤلاء العلماء بهذه النعوت وأثنوا عليه هذا الثناء، يوجد بعضه مخطوطا في المكتبة الظاهرية بدمشق تحت رقم "364"حديث، وفي معهد المخطوطات بجامعة الدول العربية بالقاهرة تحت رقم "388"ورقم "759"فهرس قسم التاريخ، وكذا يوجد منه أجزاء مختلفة ملفقة من ثلاث نسخ في دار الكتب المصرية نوه عنها في فهرس مصطلح الحديث في دار الكتب؛ ومن آثاره كتاب «الانتصار على مختصر المزني» ذكره الذهبي في التذكرة، وابن العماد في شذرات الذهب، وابن السبكي في طبقات الشافعية وقال: «وددت لو وقفت عليه».
ومنها «أسامي من روى عنهم البخاري» من مشايخه الذي ذكرهم في صحيحه على حروف المعجم، وهو من مخطوطات المكتبة الظاهرية بدمشق تحت رقم "389"حديث.

## وفاته
توفي الحافظ أبو أحمد بن عدي وعمره ثمان وثمانون سنة وذلك في سنة خمس وستين وثلاثمائة في شهر جمادى الآخرة في «جرجان»، وصلى عليه أبو بكر الإسماعيلي. وقد كانت ولادته سنة سبع وسبعين ومائتين، وهي السنة التي مات فيها أبو حاتم الرازي، وقد أرخ وفاة ابن عدي بهذا التاريخ كل من الذهبي في تذكرة الحفاظ وفي العبر، وابن الأثير في اللباب، وابن السبكي في طبقات الشافعية، والعراقي في طرح التثريب، وابن العماد في شذرات الذهب، وابن كثير في البداية والنهاية.

## ممن ترجم له
1. ترجم له الذهبي في العبر 2/337 وفي التذكرة 3/152.
2. وابن العماد في شذرات الذهب 3/51.
3. وابن كثير في البداية والنهاية 11/283.
4. والسمعاني في الأنساب مخطوط 126.
5. والعراقي في طرح التثريب 1/71.
6. وابن السبكي في طبقات الشافعية 2/233.
7. وابن الأثير في اللباب 1/219.
8. وعمر رضا كحالة في معجم المؤلفين 6/82